# La trilogie de Merlin (Mary Stewart)
 (janvier 2024).
La trilogie de Merlin est une édition omnibus[Quoi ?] des trois premiers romans de la saga arthurienne de Mary Stewart : La grotte de cristal (1970), Les Collines aux mille grottes (1973) et Le dernier enchantement (1979). L'omnibus a été publié en 1980 par William Morrow and Company . En 1983, Stewart publie un quatrième opus de la série : The Wicked Day et The Prince and the Pilgrim, en 1995.
HarperCollins a republié les trois premiers tomes sous forme de recueil, sous le titre The Merlin Trilogy en 2004. Les deux derniers titres du cycle n'ont pas fait l'objet d'une traduction.

## Synopsis
La grotte de cristal est un récit à la première personne de la vie de Merlin et du règne d'Uther Pendragon jusqu'à la conception du fils d'Uther, Arthur. Dans les collines aux milles grottes, Merlin raconte la naissance et l'enfance d'Arthur jusqu'à ce qu'il devienne roi. Le Dernier Enchantement est l'histoire du règne d'Arthur racontée par Merlin.

## Réception
Dans la nécrologie de Mary Stewart, Anita Gates du New York Times la décrit comme une « auteure de thrillers romantiques qui, arrivée à la cinquantaine, a dépassé le genre, pour créer une trilogie de livres de Merlin au succès international, réinventant la légende arthurienne du point de vue d'un sorcier. En lisant l'Histoire des rois de Grande-Bretagne de Geoffroy de Monmouth, [elle] a eu l'inspiration de raconter l'histoire du roi Arthur vue par Merlin, le conseiller du roi et magicien de la maison. La trilogie a présenté son travail à une nouvelle génération et, dans de nombreux cas, aux lecteurs masculins pour la première fois. … Les livres, dont l'action se déroule au cinquième siècle, ont été loués pour leur mélange inhabituel de fantaisie et de détails historiques.

## Voir également
- Bibliographie du roi Arthur
- Question de Grande-Bretagne

## Lectures complémentaires
- Thompson, « Interview with Mary Stewart », The Camelot Project, 1999